# Estadio Parque Olímpico
El Olympic Park Stadium fue un estadio deportivo multiuso localizado en el Bulevar Olímpico en el interior de Melbourne, Australia.

## Historia
El estadio fue construido en 1956 para que los atletas se prepararan para las olimpiadas de Melbourne 1956, cerca del Melbourne Criquet Ground, el cual servía como estadio olímpico para esa edición.
Posteriormente el recinto será utilizado para partidos de rugby del equipo local Melbourne Storm hasta 2010, y también sería la sede del Melbourne Victory de la A-League de fútbol. En 1981 fue una de las sedes utilizadas para la Copa Mundial de Fútbol Juvenil de 1981 y de la Copa Mundial de Fútbol Juvenil de 1993, así como de partidos de fútbol de la selección nacional, la cual jugó por última vez el 15 de julio de 2000 en un partido amistoso ante Paraguay con victoria 2-1 para los locales.
El estadio también fue sede de otros eventos como un concierto de Michael Jackson en 1987 y de Bon Jovi en 1995, competencias de moto-velocidad de la Australian Speedway Racing Series
El estadio fue demolido en 2011 para dar lugar al Olympic Park Oval, un estadio de rugby de reglas australianas, aunque su terreno es utilizado por el Collingwood FC como campo de entrenamiento. En 2016 el recinto fue acondicionado como la sede del equipo de Collingwood de la Victoria Football League.

## Eventos
- Grand Prix de Atletismo
- Finales de la National Soccer League[5][6]
- Copa Mundial de Fútbol Juvenil de 1981
- Copa Mundial de Fútbol Juvenil de 1993
- Serie Trans-Tasmanian 1991
- Liga Mundial de Rugby[7]
- Partidos de la Unión de Rugby.[8]

## Galería

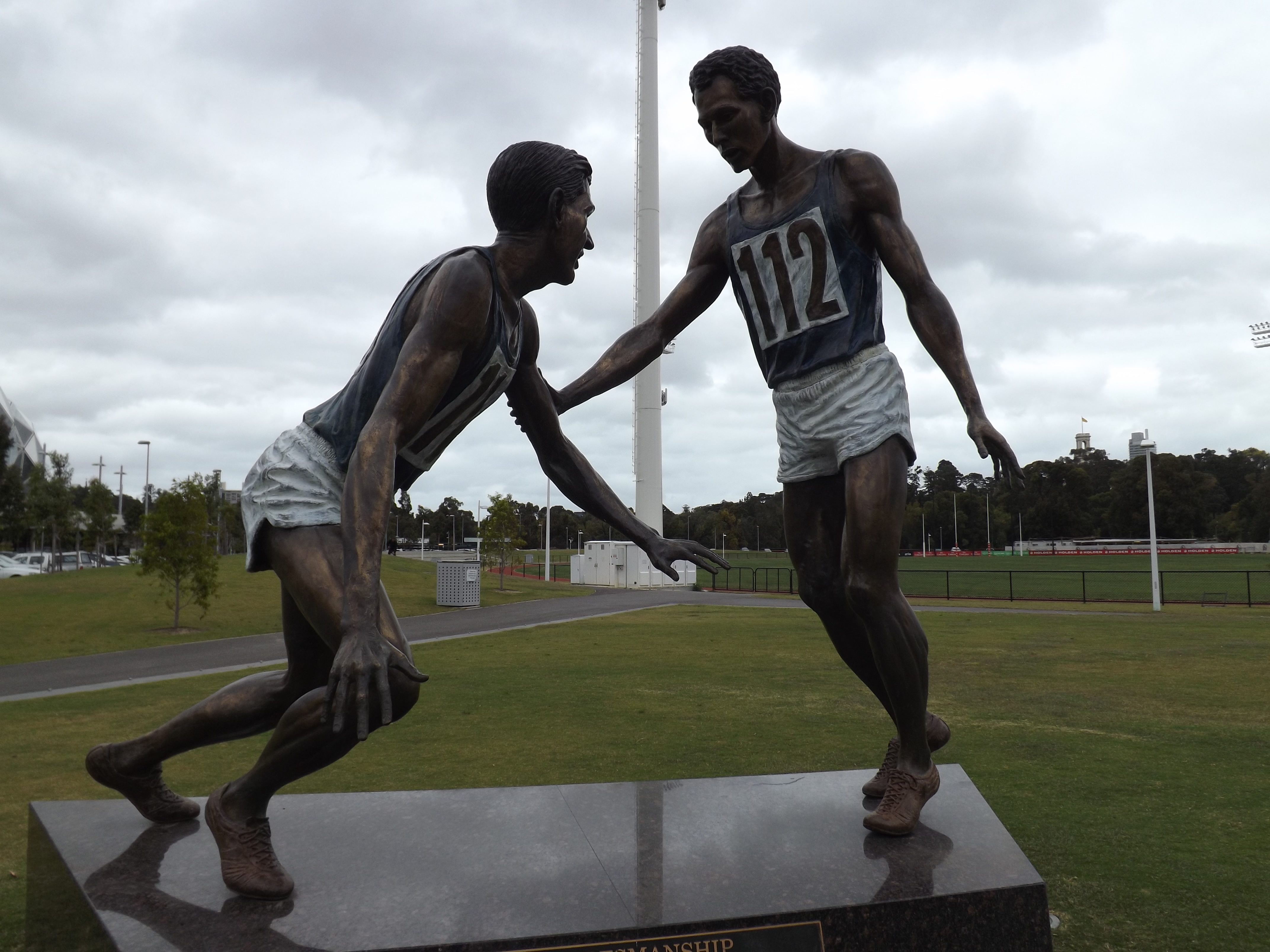
Escultura de Mitch Mitchell que muestra un momento de deportivismo en el estadio.
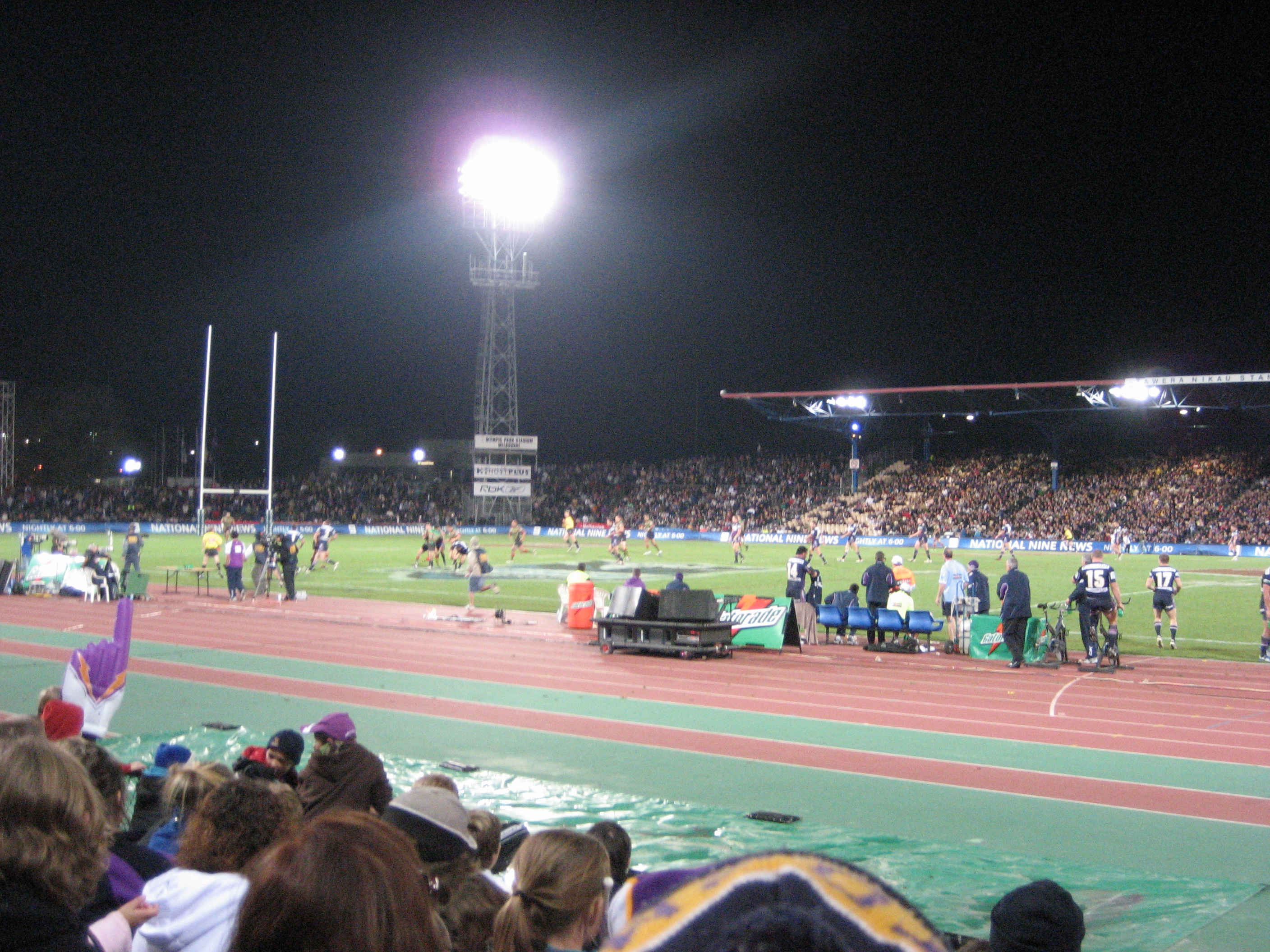
Partido entre Melbourne Storm y South Sydney Rabbitohs en el Olympic Park.